# Chen Hung-lieh
Dans ce nom chinois, le nom de famille, Chen, précède le nom personnel.
Chen Hung-lieh (陳鴻烈) est un acteur, réalisateur et producteur hongkongais. 
Après une série de films où il n’occupe que des rôles secondaires ou de figurant, il obtient un rôle marquant dans le film « L’Hirondelle d’or » dans lequel il joue le Tigre-à-face-de-jade, adversaire des héros. Il se retrouve ensuite cantonné à des rôles de « méchant » jusqu’au film « the Winged Tiger » dont il incarne enfin le héros martial principal.
Après son départ de la Shaw Brothers en 1971 il poursuit sa carrière dans le cinéma indépendant et à la télévision.

## Filmographie
Il a joué dans au moins 148 films, dont :
- 1964 : The Story of Sue San : figurant (musicien)
- 1966 : The Knight of Knights : 3ème frère de l’école du Dragon
- 1966 : Le Trio magnifique
- 1966 : L'Hirondelle d'or
- 1969 : Dead End de Chang Cheh : Wen Qian
- 1972 : L'Épée de la puissance
- 1972 : Blood of the Leopard
- 1973 : La dialectique peut-elle casser des briques ?
- 1975 : L'Attaque dura cinq jours
- 1979 : La Rage du vainqueur
- 1993 : Flying Dagger

Il a lui-même réalisé 5 films entre 1974 et 1979, dont Kissed by the Wolves (en), lauréat d'un prix à l'Asia-Pacific Film Festival.
Il apparait dans le documentaire Bad is beautiful : entretien avec Chen Hung-Lieh présenté en bonus du dvd Le Trio magnifique édité par Wild Side.